# Hylophilus
A Hylophilus a madarak osztályának verébalakúak (Passeriformes) rendjébe és a lombgébicsfélék (Vireonidae) családjába tartozó nem. A fajok egy részét áthelyezték a Pachysylvia nembe, egyet-egyet a Tunchiornis és a Vireo nembe, de még nem minden szervezet fogadta el.

## Rendszerezésük
A nemet Coenraad Jacob Temminck holland arisztokrata és zoológus írta le 1822-ben, az alábbi fajok tartoznak ide:
- Hylophilus amaurocephalus
- Hylophilus poicilotis
- Hylophilus olivaceus
- Hylophilus pectoralis
- granadai füzikelombgébics (Hylophilus flavipes)
- Hylophilus semicinereus
- Hylophilus thoracicus
- Hylophilus brunneiceps

## Előfordulásuk
Mexikó, Közép-Amerika és Dél-Amerika területén honosak. A természetes élőhelyük a szubtrópusi vagy trópusi erdők, szavannák és cserjések. Állandó, nem vonuló fajok.

## Megjelenésük
Testhosszuk 11–13 centiméter közötti.